# The Legend of Zelda: Phantom Hourglass
The Legend of Zelda: Phantom Hourglass (ゼルダの伝説 夢幻の砂時計, Zeruda no Densetsu Mugen no Sunadokei) é um jogo eletrônico de ação-aventura desenvolvido pela Nintendo Entertainment Analysis & Development e publicado pela Nintendo. É o décimo quarto título da série The Legend of Zelda e uma sequência direta de The Legend of Zelda: The Wind Waker, tendo sido lançado exclusivamente para Nintendo DS em junho de 2007 no Japão e em outubro do mesmo ano no resto do mundo.

## Roteiro
The Legend of Zelda: Phantom Hourglass é o décimo quarto episódio da saga The Legend of Zelda. O jogo é cronologicamente definido no período em que Link conseguiu derrotar Ganondorf no episódio Ocarina of Time e permanece na era adulta.
A história começa imediatamente após os eventos de The Wind Waker, em que Link derrota Ganondorf, transformado em pedra e repousando no fundo de um Reino de Hyrule agora inundado.
A história segue o protagonista Link em sua jornada para salvar sua amiga Tetra do antagonista Bellum, recebendo ajuda do capitão Linebeck e seu navio o SS Linebeck.
O enredo de Phantom Hourglass se passa em um universo de fantasia medieval. A trama se passa nas águas do Rei dos Mares, uma dimensão paralela, um universo paralelo ao reino de Hyrule inundado, chamado de Grande Mar, para o qual os protagonistas são enviados após o encontro com um navio fantasma. Esta dimensão paralela se assemelha fortemente ao Grande Mar. É um vasto oceano, pontilhado com várias ilhas de diferentes tamanhos e climas, como o Grande Mar, a massa de água que domina o universo de The Wind Waker. Este oceano é dividido em quatro áreas distintas dominadas pela água, já que nenhuma ilha é grande o suficiente para se parecer com um continente. Essas águas estão sob a responsabilidade do Rei dos Mares e são ricas em forças vitais. Neste universo, o tempo passa de maneira diferente do que no Novo Reino de Hyrule, devido aos efeitos dos poderes do Rei do Mar. Além disso, ao contrário do Grande Mar, cujas águas são etéreas, estão cheias de peixes. Vários tornados pontilham os oceanos, o que pode mover navios pelo mapa ou danificá-los gravemente.
Vários povos habitam este universo paralelo. Por exemplo, além dos descendentes dos Hylianos, dois povos indígenas chamados Skimos e Migloos habitam a Ilha do Gelo. Apesar de sua aparência intimidadora, estes dois povos são isolados e pacíficos. Gorons, um povo montanhês que se assemelha e se alimenta de pedras, também estão presentes nesta dimensão paralela.

## Jogabilidade
Phantom Hourglass é um jogo de ação-aventura focado na exploração, resolução de enigmas e combate em tempo real, ambientado em um universo de fantasia medieval. Ele possui o estilo gráfico tridimensional cel shading usado em The Wind Waker. No entanto, muitas inovações estão presentes, proporcionando uma experiência de jogo inédita.
A maior parte da ação ocorre em visão superior, em masmorras e vilas onde o jogador controla Link, mas também em visão em terceira pessoa, quando estiver viajando de barco. O jogo alterna assim entre a fase de movimento do barco e a fase de exploração de masmorra, intercalada com a viagem marítima. Os inimigos, uma vez derrotados, deixam para trás poções de cura, ou rupees, que permitem ao jogador comprar armas ou itens em várias lojas. O jogador pode aumentar sua saúde máxima coletando recipientes de coração, que podem ser obtidos em baús ou após derrotar chefes.
O jogador possui um vasto arsenal que lhe permite resolver os enigmas das masmorras e derrotar os chefes. Se muito, como a Espada Mestra, o escudo, o bumerangue, a pá, o arco ou as bombas, são comuns a várias obras da saga, certos objetos em poder de Link não são vistos na série, como a ampulheta fantasma, que permite ao jogador explorar o templo do Rei dos Mares sem perder a vida, durante o tempo determinado pelo ampulheta. Em uma masmorra, o jogador também controla um jovem Goron, que ajuda Link a resolver enigmas.
Phantom Hourglass possui o estilo gráfico tridimensional em similar a cel shading aquele anteriormente apresentado em The Wind Waker vistos a partir de uma perspectiva aérea, com os controles empregando o microfone e a tela sensível do console, também tirando vantagem da Nintendo Wi-Fi Connection para jogar online.

## Desenvolvimento

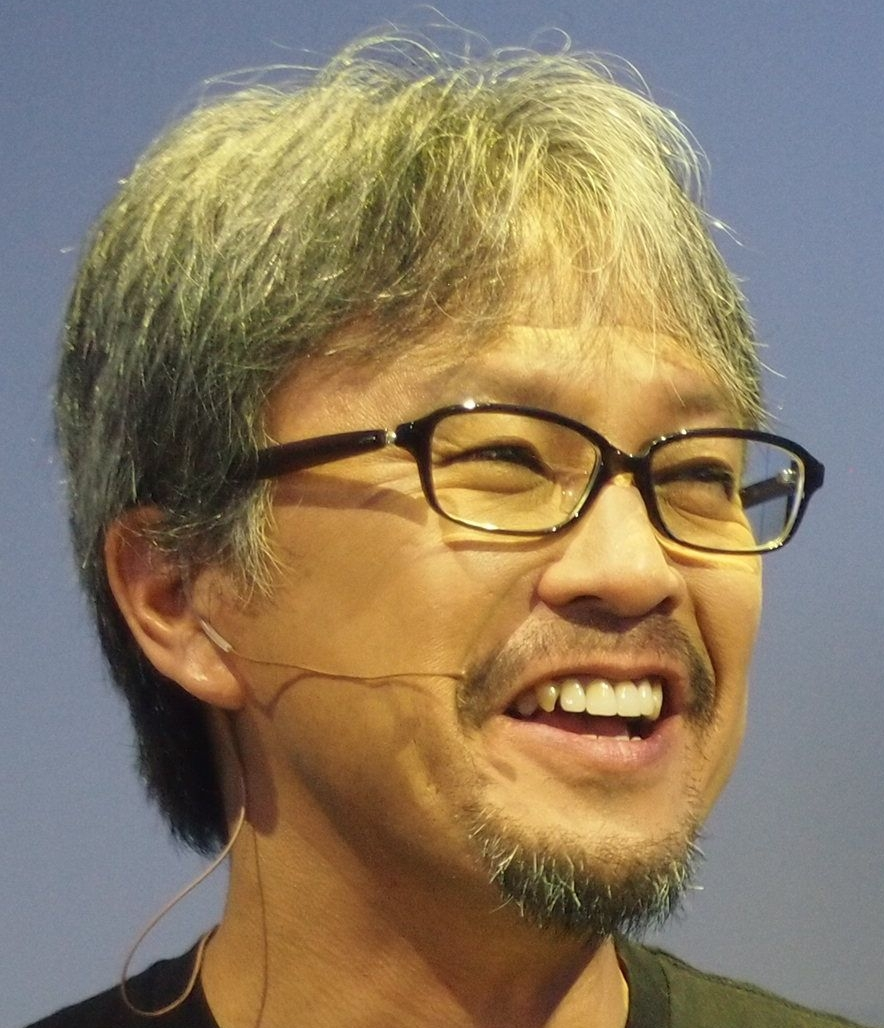
Eiji Aonuma na E3 2013

O desenvolvimento do jogo começou em maio de 2004, após o final do projeto The Legend of Zelda: Four Swords Adventures, juntamente com o desenvolvimento de Twilight Princess. A ideia original é trazer a experiência de jogo multijogador de Four Swords Adventures e Four Swords, mas este por fim não é retido. A equipe de desenvolvimento é composta principalmente por membros que já trabalharam antes em "Four Swords Adventures", como Daiki Iwamoto, que ajudou na produção de Ocarina of Time, e que foi promovido pela primeira vez a diretor de um jogo, ou Eiji Aonuma, que mantém seu papel de produtor.

## Recepção
Phantom Hourglass foi lançado no Japão em 23 de junho de 2007, na América do Norte em 1 de outubro de 2007, na Austrália em 11 de outubro de 2007, na Europa em 19 de outubro de 2007 e na Coreia em 3 de abril de 2008. O jogo foi bem recebido pela crítica ao ser lançado, recebendo pontuações agregadas de 90/100 da Metacritic e 88,82% da GameRankings. O elogio se concentrou no uso do jogo de recursos exclusivos do Nintendo DS, enquanto as críticas direcionaram sua jogabilidade mais casual em comparação com os jogos anteriores da série The Legend of Zelda. Seus controles foram elogiados, com as principais críticas sendo contra seus elementos online, que foram considerados muito simples.
Phantom Hourglass recebeu várias indicações para premiações da indústria. Ele foi o titulo mais vendido em seu primeiro mês em junho de 2007 no Japão, vendendo 302.887 cópias. Nos Estados Unidos, Phantom Hourglass foi o quinto jogo mais vendido em seu mês de estreia, em outubro de 2007, vendendo 262.800 cópias. Phantom Hourglass acabou vendendo no total mais de 4,13 milhões de cópias mundialmente, com 910.000 dessas cópias no Japão. Em 2016, o jogo foi relançado para o Virtual Console do Wii U.